# Kanuslalom-Weltmeisterschaften 1977
Die Kanuslalom-Weltmeisterschaften 1977 fanden 1977 in Spittal in Österreich statt.

## Ergebnisse

### Einer-Kajak
Männer:
| Platz | Land | Sportler        |
| ----- | ---- | --------------- |
| 1     | GBR  | Albert Kerr     |
| 2     | GER  | Dieter Förstl   |
| 3     | AUT  | Norbert Sattler |

Frauen:
| Platz | Land | Sportler         |
| ----- | ---- | ---------------- |
| 1     | GDR  | Angelika Bahmann |
| 2     | GDR  | Petra Krol       |
| 3     | USA  | Linda Harrison   |

### Einer-Kajak-Mannschaft
Männer:
| Platz | Land | Sportler                                               |
| ----- | ---- | ------------------------------------------------------ |
| 1     | FRA  | Christian Frossard Jean-Yves Prigent Bernard Renault   |
| 2     | AUT  | Eduard Wolfhardt Peter Fauster Norbert Sattler         |
| 3     | POL  | Kazimierz Gawlikowski Jerzy Stanuch Wojciech Gawronski |

Frauen:
| Platz | Land | Sportler                                 |
| ----- | ---- | ---------------------------------------- |
| 1     | SUI  | Elsbeth Käser Claire Costa Kathrin Weiss |
| 2     | GDR  | Birgit Feydt Angelika Bahmann Petra Krol |
| 3     | USA  | Jean Campbell Cathy Hearn Linda Harrison |

### Einer-Canadier
Männer:
| Platz | Land | Sportler        |
| ----- | ---- | --------------- |
| 1     | TCH  | Petr Sodomka    |
| 2     | GDR  | Peter Massalski |
| 3     | TCH  | Karel Třešňák   |

### Einer-Canadier-Mannschaft
Männer:
| Platz | Land | Sportler                                   |
| ----- | ---- | ------------------------------------------ |
| 1     | GDR  | Reinhard Eiben Peter Massalski Lutz Körner |
| 2     | GER  | Walter Horn Dietmar Moos Ernst Libuda      |
| 3     | TCH  | Karel Třešňák Jaroslav Radil Petr Sodomka  |

Mixed:
| Platz | Land | Sportler                   |
| ----- | ---- | -------------------------- |
| 1     | USA  | Marietta Gilman Chuck Lyda |
| 2     | USA  | Linda Aponte John Kennedy  |
| 3     | AUS  | Kim Purdy Dry              |

### Zweier-Canadier
Männer:
| Platz | Land | Sportler                        |
| ----- | ---- | ------------------------------- |
| 1     | GDR  | Walter Hofmann/Jürgen Kalbitz   |
| 2     | TCH  | \|Miroslav Nedved/Pavel Schwarc |
| 3     | GDR  | Michael Berek/Frank Kretschmer  |

### Zweier-Canadier-Mannschaft
Männer:
| Platz | Land | Sportler                                                            |
| ----- | ---- | ------------------------------------------------------------------- |
| 1     | TCH  | Miroslav Nedved/Pavel Schwarc J. Benhak/L. Benhak Halfar/Kmostak    |
| 2     | SUI  | M. Wyss/R. Wyss Hirsch/Walter Krejca/Karel                          |
| 3     | POL  | Wojciech Kudlik/Jerzy Jez Jan Frączek/Ryszard Seruga Lesniak/Rychta |

## Medaillenspiegel
| Platz  | Land                            | Gold | Silber | Bronze | Gesamt |
| ------ | ------------------------------- | ---- | ------ | ------ | ------ |
| 1      | Deutsche Demokratische Republik | 3    | 3      | 1      | 7      |
| 2      | Tschechoslowakei                | 2    | 1      | 2      | 5      |
| 3      | Vereinigte Staaten              | 1    | 1      | 2      | 4      |
| 4      | Schweiz                         | 1    | 1      | -      | 2      |
| 5      | Frankreich                      | 1    | -      | -      | 1      |
| 5      | Vereinigtes Königreich          | 1    | -      | -      | 1      |
| 7      | Deutschland                     | -    | 2      | -      | 2      |
| 8      | Österreich                      | -    | 1      | 1      | 2      |
| 9      | Polen                           | -    | -      | 2      | 2      |
| 10     | Australien                      | -    | -      | 1      | 1      |
| Gesamt | Gesamt                          | 9    | 9      | 9      | 27     |